# تومي كويل (ملاكم)
تومي كويل (بالإنجليزية: Tommy Coyle)‏ مواليد 2 سبتمبر 1989 في إيست رايدينج أوف يوركشير، إنجلترا، هو ملاكم محترف بريطاني يصنف ضمن فئة الوزن الخفيف.

## إحصائيات
خاض خلال مسيرته 26 نزالا، فاز في 22 وخسر في 4. فاز بالضربة القاضية في 10 نزالات.

## روابط خارجية
- تومي كويل على موقع بوكس ريك (الإنجليزية) (registration required)